# Sumo sacerdote de Israel

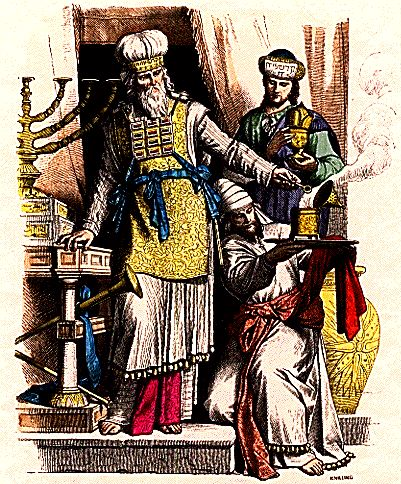
Sumo sacerdote de Israel, perteneciente a la clase sacerdotal formada por los miembros de la Tribu de Leví.

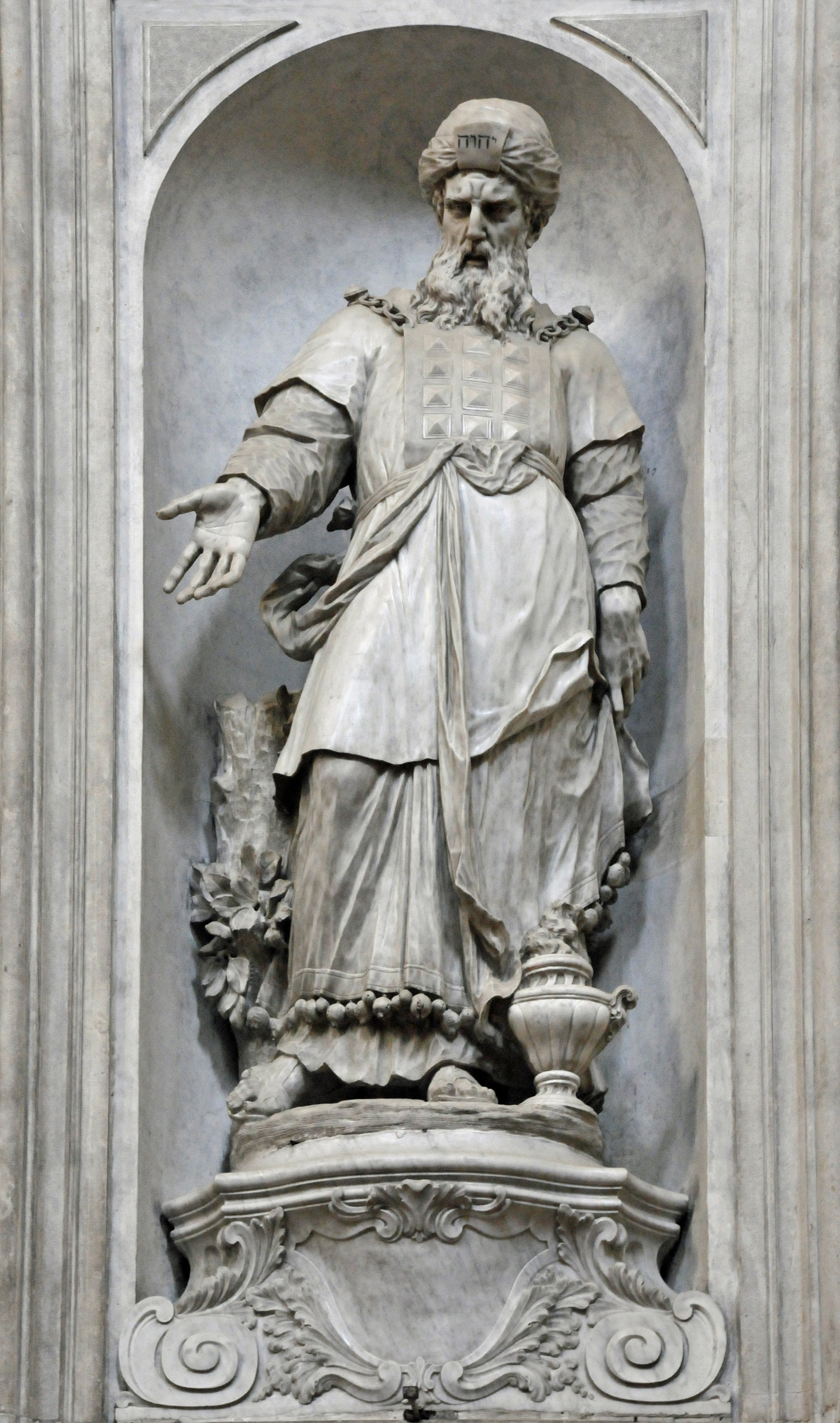
Aarón, primer sumo sacerdote de Israel. Aarón porta las vestiduras indicadas por : el pectoral con las doce piedras, asegurado por cadenas de oro y portado sobre el efod, y la mitra con la placa de oro que lleva la inscripción "Santidad para Yahvé". El recipiente con la llama al lado del pie izquierdo de Aarón es el incensario para ofrendas.

Sumo sacerdote de Israel (del hebreo כהן גדול, Cohen Gadol) es el nombre dado al más alto dignatario religioso del Antiguo Israel.
En la religión hebrea inicial y en tiempos del judaísmo clásico, es decir, desde el nacimiento de la nación israelita y hasta la destrucción del Segundo Templo de Jerusalén, el sumo sacerdote de Israel era el primer y principal entre todos los sacerdotes israelitas. 
El sumo sacerdote coordinaba el culto y los sacrificios, primero en el Tabernáculo, luego en el Templo de Jerusalén. De acuerdo con la tradición bíblica, solamente los descendientes de Aarón, hermano de Moisés, podían ser elevados al cargo, o bien desempeñarse en las demás funciones sacerdotales, aun cuando esta norma fuera  posteriormente abolida a causa de eventos políticos diversos.
Durante el período del Segundo Templo, el sumo sacerdote ejerció a menudo el cargo de presidente del Sanedrín. Su papel declinó con la ocupación romana (desde de 63 a. C. en adelante). La función de sumo sacerdote desapareció con la destrucción del Segundo Templo, en 70 d. C. Durante el período que existió el Primer Templo se sucedieron dieciocho Sumos Sacerdotes de Israel; en tiempos del Segundo Templo, los Sumos Sacerdotes que se sucedieron llegó hasta unos sesenta.

## Datos aportados por la Biblia
Aunque solo excepcionalmente llamado «sumo sacerdote» y siendo designado generalmente como ha-kohen (el sacerdote), Aarón fue el primero en ocupar el cargo de sumo sacerdote de Israel; su designación para dicho cargo provino de Dios (Éxodo 28:1-2; 29:4-5).
La sucesión debía escoger a uno de sus hijos, y quedar en el interior de su propia familia (Levítico 6:15). [1] Si no tenía, la plaza debía volver a su hermano de más edad : tal fue, al parecer, la práctica en la época hasmonea. En la época de Eli, sin embargo, (1 Samuel 2:23), había pasado a la rama colateral de Itamar. Pero se dice que el rey Salomón habría depuesto al sumo sacerdote Abiatar, para nombrar en su lugar a Sadoq, un descendiente de Eleazar (I Reyes 2:35 ; I Crónicas 24:2-3). Después del Exilio, la sucesión parece hacerse, en principio, en línea directa de padre a hijo; pero a continuación, las autoridades civiles usurparon ese derecho de nominación. Por ejemplo, Antíoco IV Epifanes, depuso a Onías III, en favor de Jasón, y luego de Menelao.
Herodes I el Grande nombró seis sumos sacerdotes, y Herodes Arquelao, dos. El legado romano, Quirino, y sus sucesores, ejercieron el derecho de nominación, e igualmente Herodes Agripa I, Herodes de Calcis, y Herodes Agripa II. También el pueblo, de vez en cuando, elegía sus candidatos. Los sumos sacerdotes antes del Exilio eran, al parecer, nombrados de por vida ; de hecho, desde Aarón hasta el Cautiverio de Babilonia, el número de sumos sacerdotes no fue más importante que durante los sesenta años que precedieron a la caída del Segundo Templo. El último sumo sacerdote se llamaba Pinhas ben Samuel (67-70).

## Requisitos exigidos
Solo los descendientes de Aarón podían ejercer el cargo. La Torá no precisa una edad canónica para el puesto, pero la tradición rabínica establece el tener treinta años como mínimo. Pese a ello, Aristóbulo III no tenía más que diecisiete años al ser designado; el hijo de Onías III era demasiado joven para suceder a su padre.
Era esencial ser de nacimiento legítimo, de ahí el cuidado que se ponía en conservar los archivos genealógicos, y la desconfianza hacia aquellos, cuyas madres habían sido capturadas en el curso de una guerra. El sumo sacerdote debía abstenerse de toda impureza ritual. No podía casarse más que con una joven israelita. En el Libro de Ezequiel 44:22, esta restricción se extiende a todos los cohanim (los sacerdotes), haciéndose una excepción en favor de la viuda de un sacerdote (véase Ley del levirato). No le estaba permitido ningún contacto con los cuerpos de los muertos, aunque fuesen sus parientes próximos; no estaba autorizado a dejar sus cabellos en desorden, en señal de duelo, ni a desgarrar sus vestidos (Levítico 21:10 y ss.). Según Flavio Josefo, el nacimiento en suelo extranjero no era prohibitivo, pero las descalificaciones del  Levítico 21:17 y ss. se aplicaban tanto al sumo sacerdote como a los demás sacerdotes.

## Vestiduras sacerdotales
La Torá establece los vestidos específicos que deben llevar los sacerdotes israelitas al ejercer su ministerio en el Tabernáculo: « Y haréis vestidos sagrados para Aarón, vuestro hermano, para la decencia y belleza de su oficio » (Éxodo 28:2). Estos vestidos están descritos en detalle en Éxodo 28, Éxodo 39 y Levítico 8. El sumo sacerdote llevaba ocho prendas de vestir sagradas o bigdei kódesh. Cuatro de ellas eran idénticas a aquellas que portaban todos los demás sacerdotes, pero cuatro adicionales le eran propias en exclusividad. La apariencia del sumo sacerdote de Israel presentaba atributos comparables a aquellos propios de la era realeza hebrea.
Comunes a todos los sacerdotes israelitas eran las siguientes prendas de vestir:
- Mijnasáim, especie de pantalones de lino hasta las rodillas « para cubrir su desnudez » (Éxodo 28:42).
- Któnet : túnica hecha de lino puro de cuerpo entero, cubriendo desde el cuello hasta los pies, con mangas hasta las muñecas. La del sumo sacerdote estaba bordada (Éxodo 28:39) ; las de los sacerdotes eran más sencillas (Éxodo 28:40).
- Avnet (cinturón) : el del sumo sacerdote era de lino sin defecto, con bordados trabajados en azul, púrpura y escarlata (Éxodo 28:39, 39:29) ; los de los sacerdotes eran de lino blanco retorcido. Rodeaba a la túnica.
- Mitznéfet (especie de turbante, de lino) : aquella del sumo sacerdote era mayor que las portadas por los demás sacerdotes. En el caso del Sumo sacerdote el lino era enrollado para formar una especie de turbante ancho (análogo en apariencia a un actual sombrero de cocinero), con techo plano. Aquellas de los demás sacerdotes tomaban forma cónica; a cada una de ellas se la conocía como migbahat.

Tejidas de lino fino, las cuatro prendas mencionadas eran vestidas también por el sumo sacerdote, quien, además, poseía otras cuatro que le eran reservadas en exclusividad y a las que portaba sobre las cuatro anteriores:
- Me'il (manto del efod) : un largo vestido sin mangas, tejido de púrpura violeta, cuyo dobladillo inferior estaba bordadao con campanillas de oro, alternando con bellotas de lino y de lana, en forma de granadas, en azul, púrpura y escarlata.[8]
- Efod : un chaleco o delantal ricamente bordado, retenido por dos piedras de ónice en los hombros. Los nombres de las doce tribus de Israel estaban grabados sobre estas dos piedras, seis en cada piedra.
- Jóshen (pectoral) : fijado por delante del efod, estaba adornado por doce piedras preciosas, cada una, grabada con el nombre de una de las tribus israelitas. Consistía en una tableta cuadrada de oro, donde el sumo sacerdote portaba los Urim y Tumim.[7]
- Tzitz (corona), o Nezer (lámina) : placa de oro exhibiendo la inscripción "קדש ליהוה" (qodesh le-YHWH), «Santidad a Yahweh». Estaba fijada a la parte delantera de la mitznefet por un hilo de púrpura violeta, de modo que reposaba sobre la frente del sumo sacerdote.[7]

## Iconografía: atributos, función y utensilios

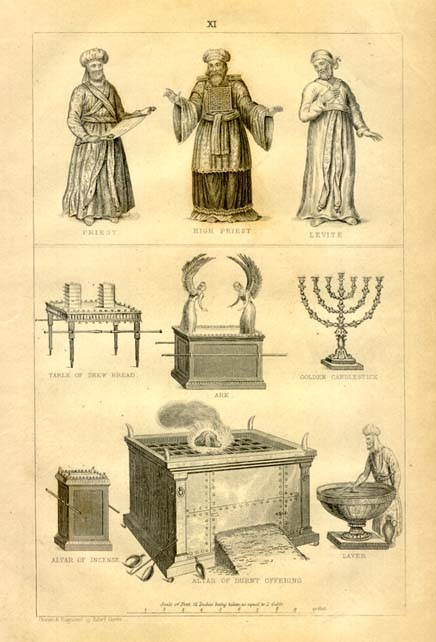
Sacerdotes hebreos e implementos del Tabernáculo, empleados luego en el Templo de Jerusalén.
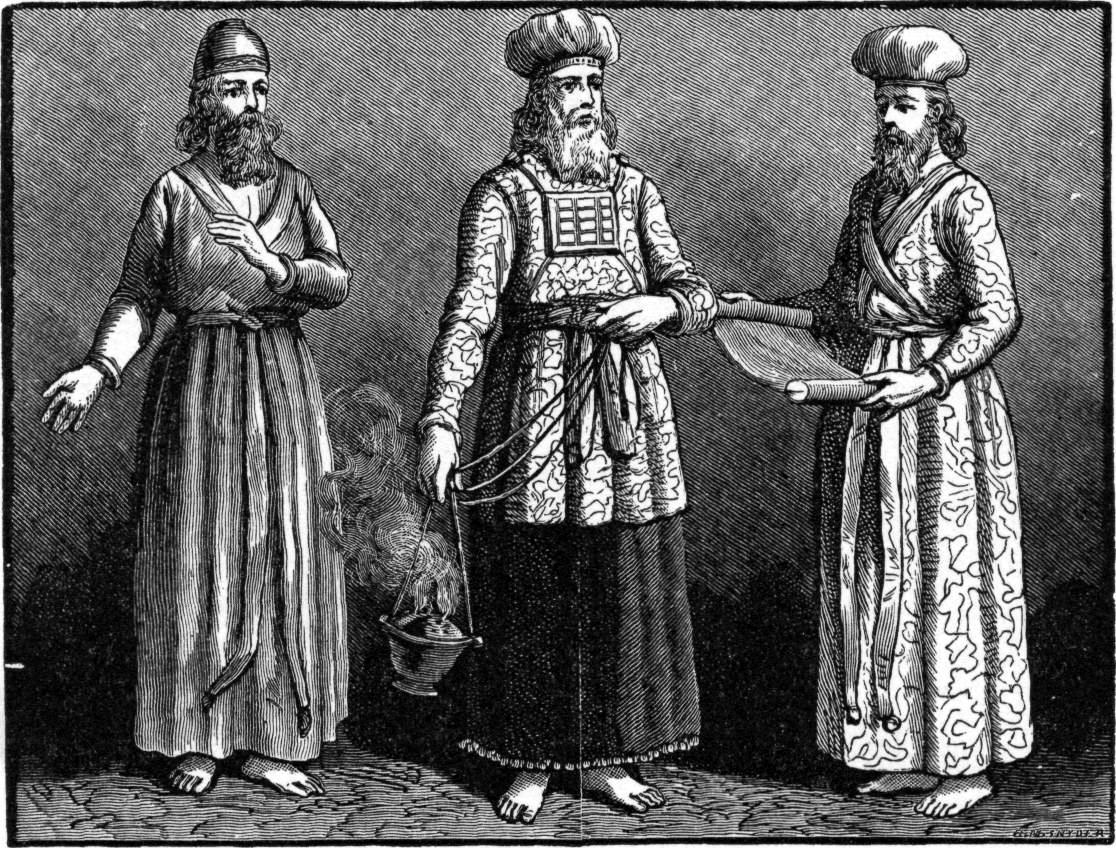
Tipos sacerdotales de Israel
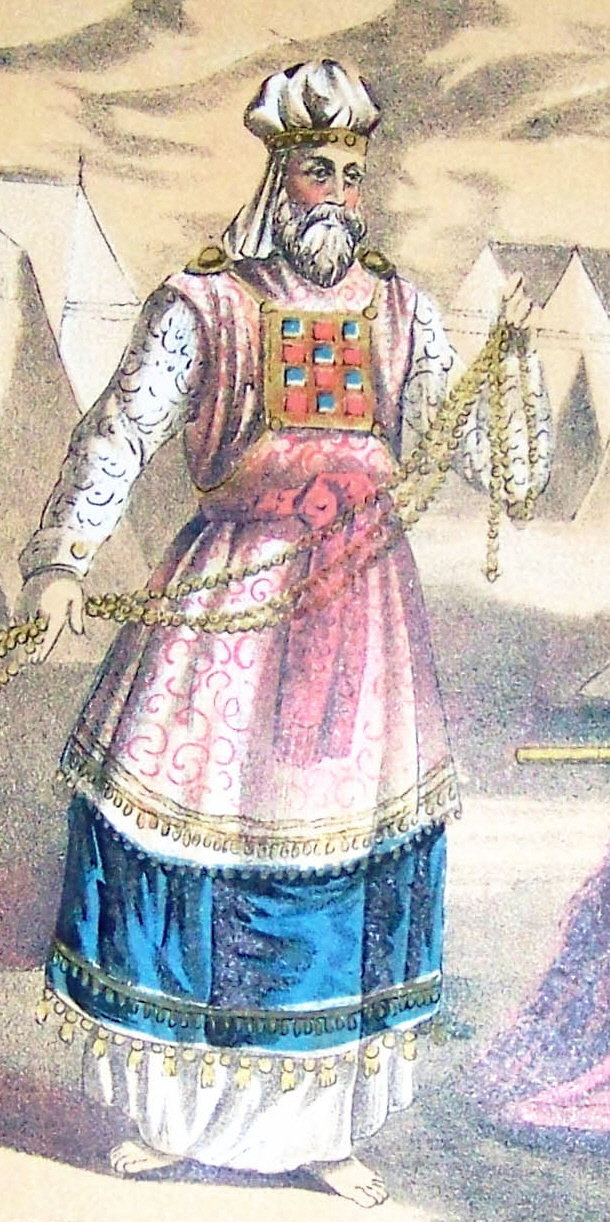
Sumo sacerdote
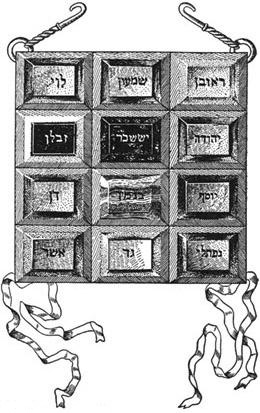
Pectoral que simboliza las Doce Tribus de Israel, con los nombres de cada una de ellas en hebreo. Significativo ejemplo del simbolismo propio del arte israelita de la Antigüedad, basado en Éxodo 28.
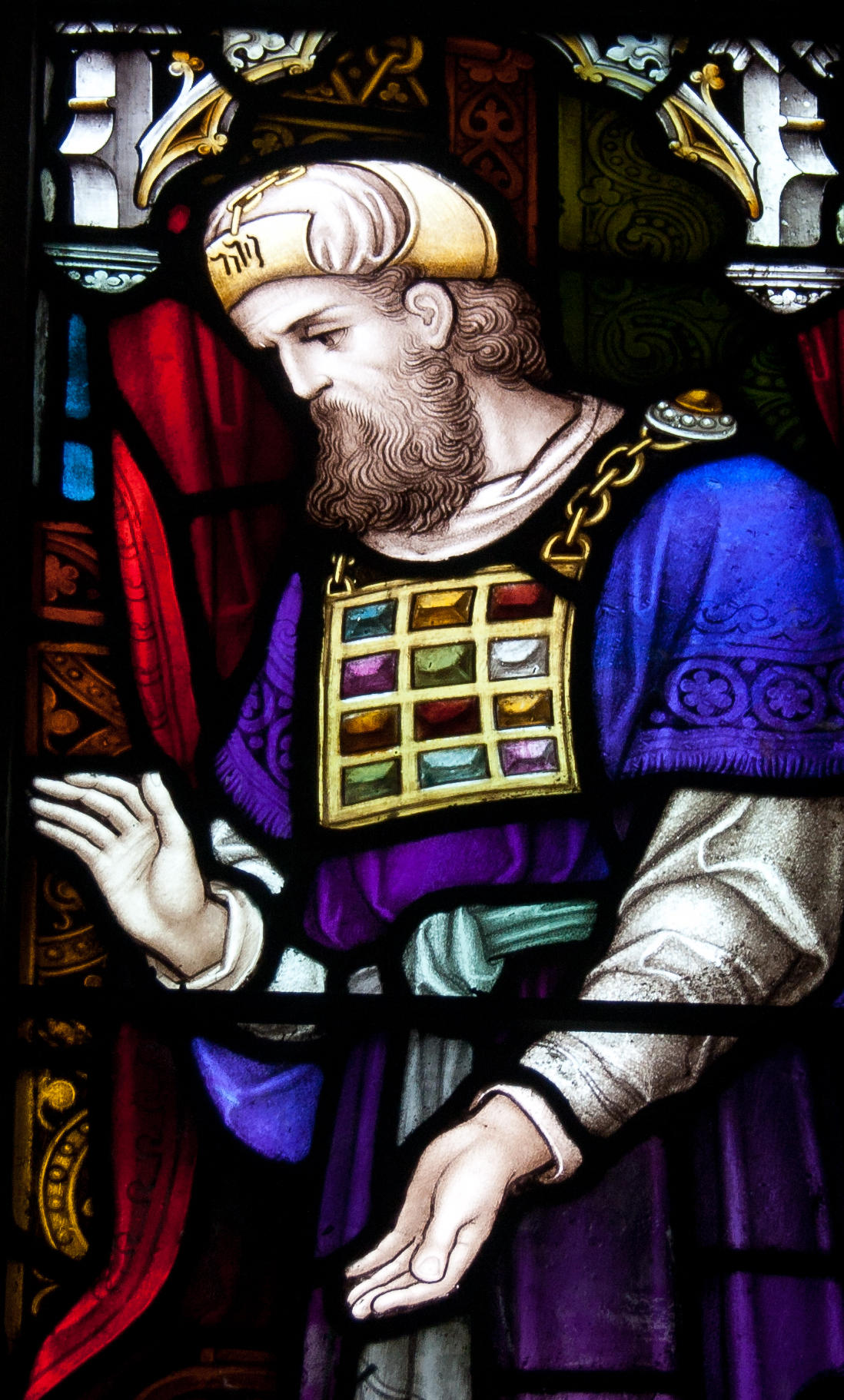
Apariencia del pectoral
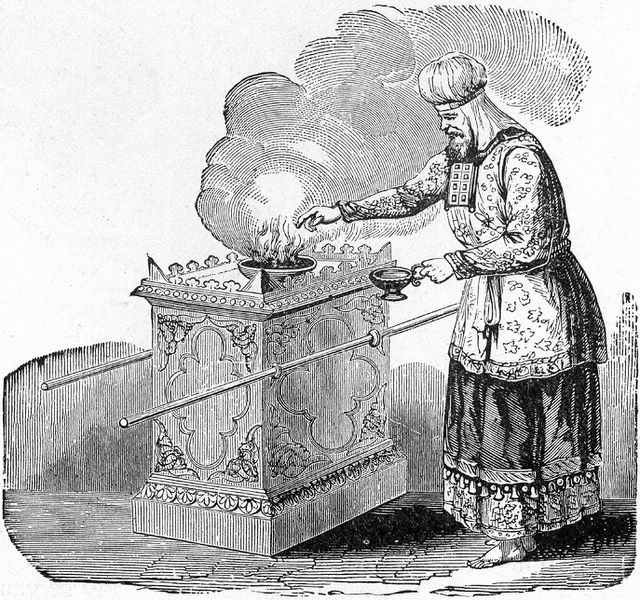
Sumo sacerdote ofreciendo incienso
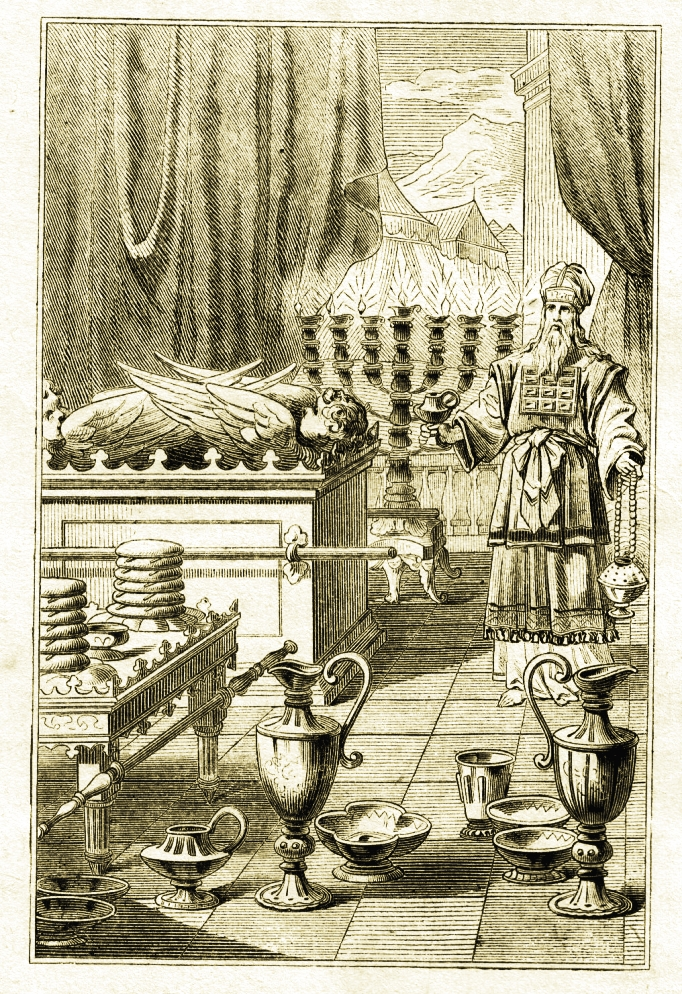
Sumo sacerdote Aarón en el Tabernáculo. Grabado de Carl Poellath, Schrobenhausen, 1885
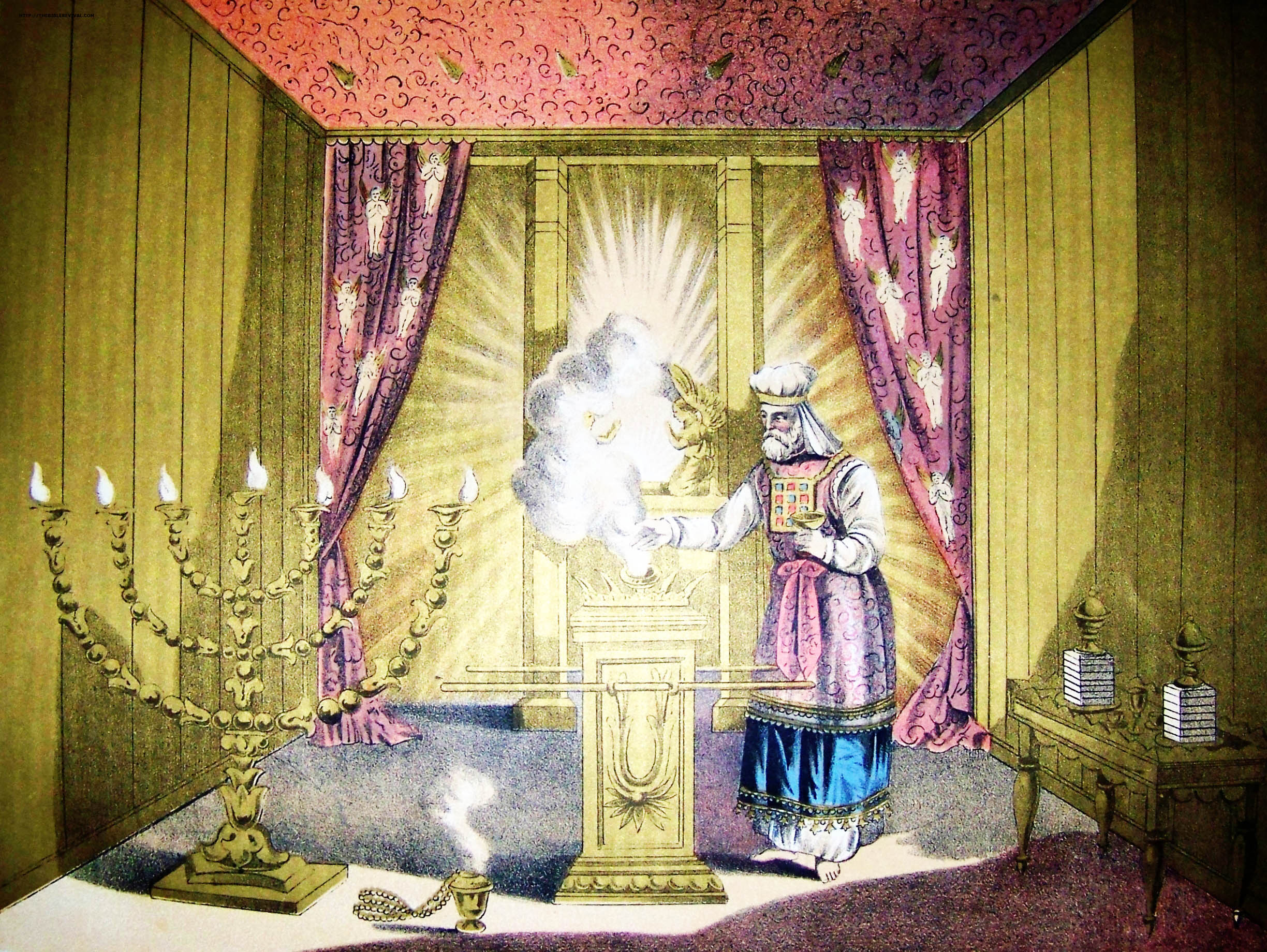
El sumo sacerdote de Israel ante el Sanctasanctórum.[9] Biblia de Holman, 1890.
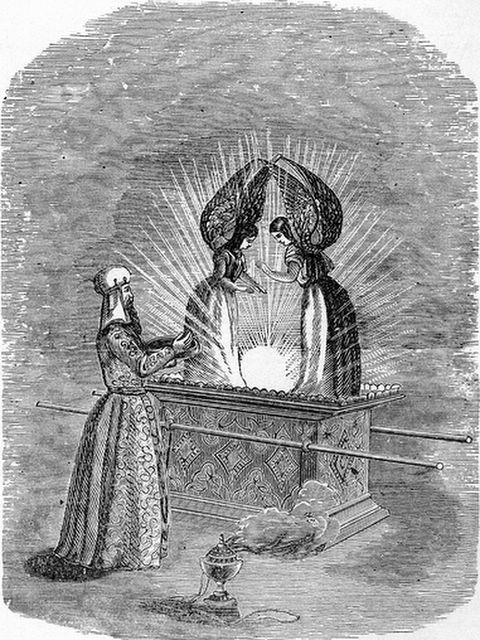
Sumo sacerdote junto al Arca de la Alianza
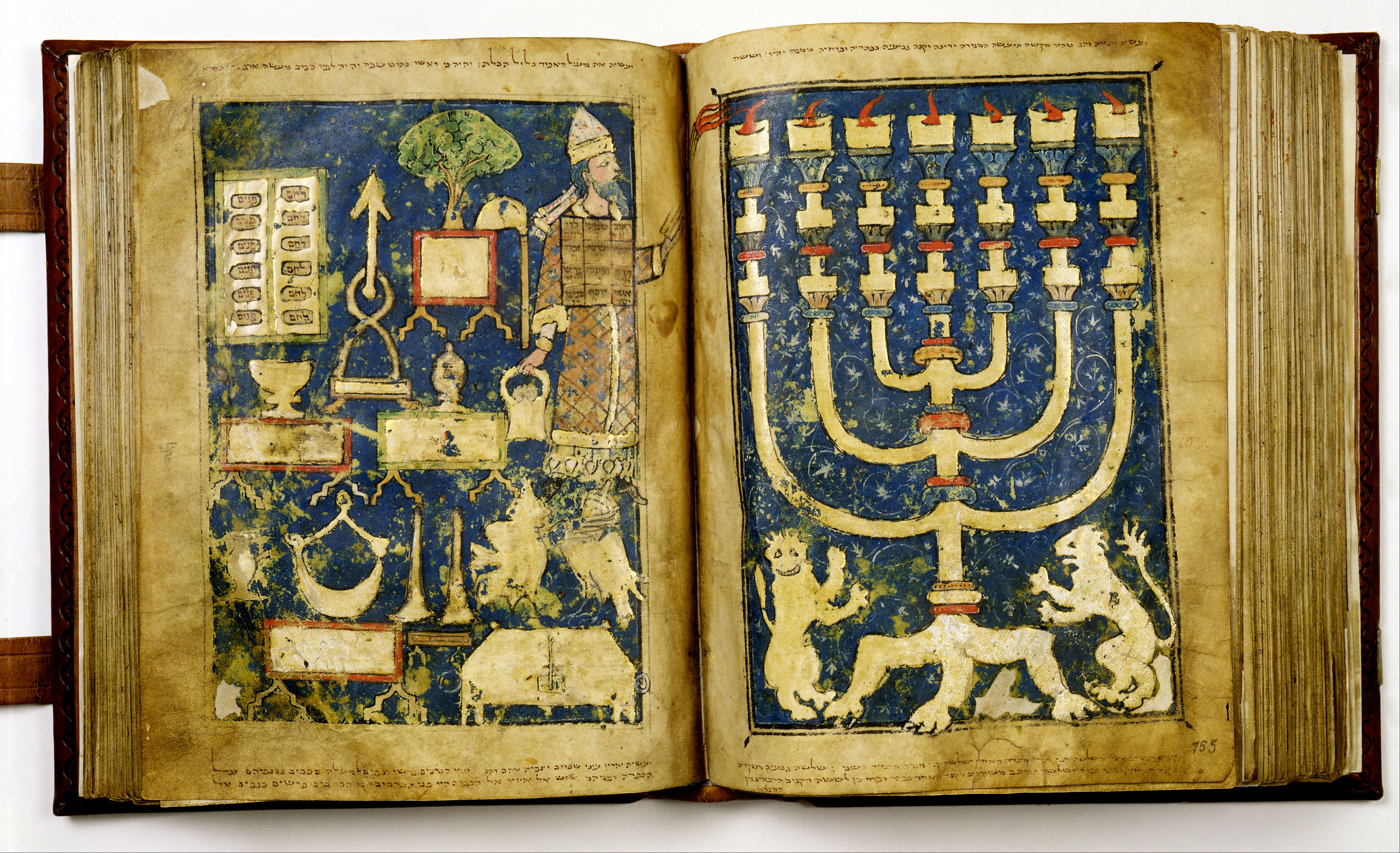
Sumo sacerdote de Israel con los implementos del Templo de Jerusalén, entre los que destaca la Menorá. Pentateuco de Ratisbona, Baviera, 1300. Museo de Israel, Jerusalén.
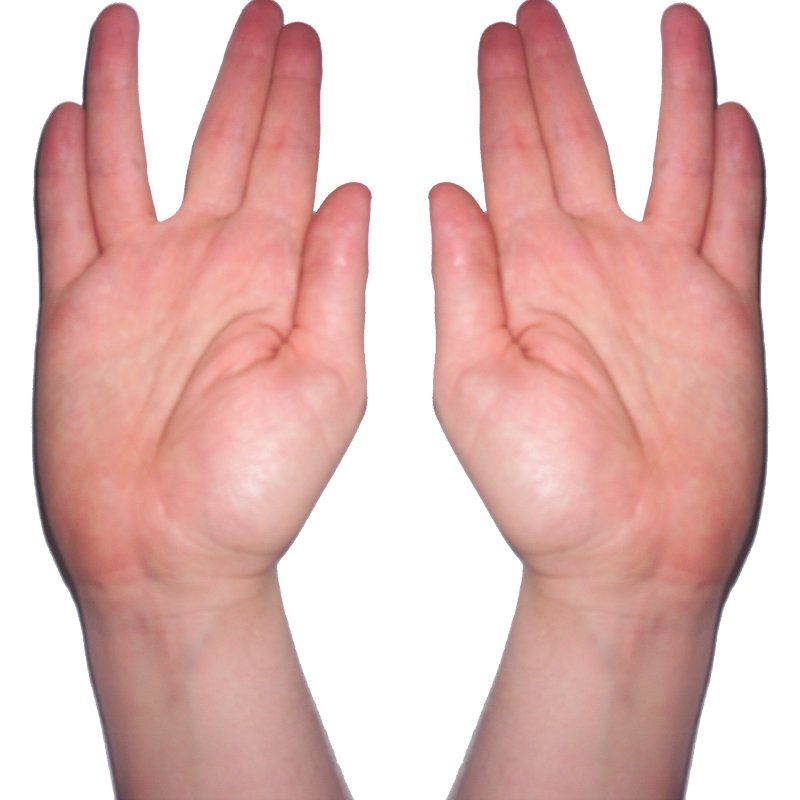
Posición de las manos cuando la bendición de los Cohanim. A la bendición sacerdotal a la congregación y que involucra la elevación de las manos en hebreo se la denomina Nesiat Kapayim.
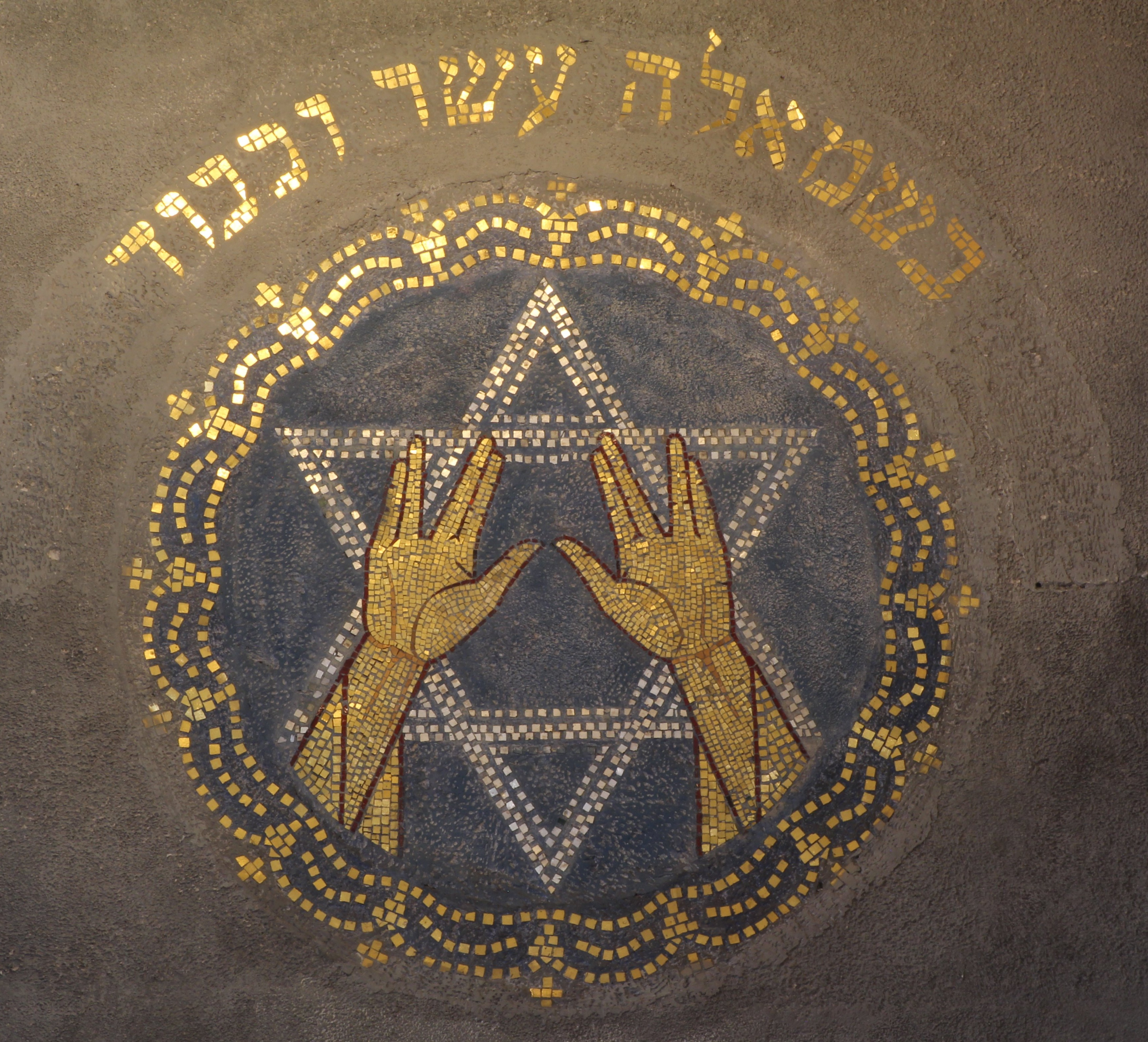
Mosaico con manos sacerdotales y bendición hebrea. Sinagoga de Enschede, Holanda, 1918-1928.

## En el arte judío

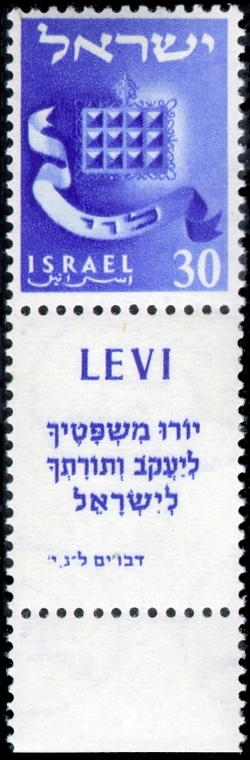
G. Hamorí, Símbolo de la Tribu de Leví, con el Jóshen o pectoral del sumo sacerdote de Israel, estampilla israelí, 1955. Inscripción: "Le enseñarán a Jacob Tus ordenanzas y a Israel Tu ley" (Deuteronomio 33:10).
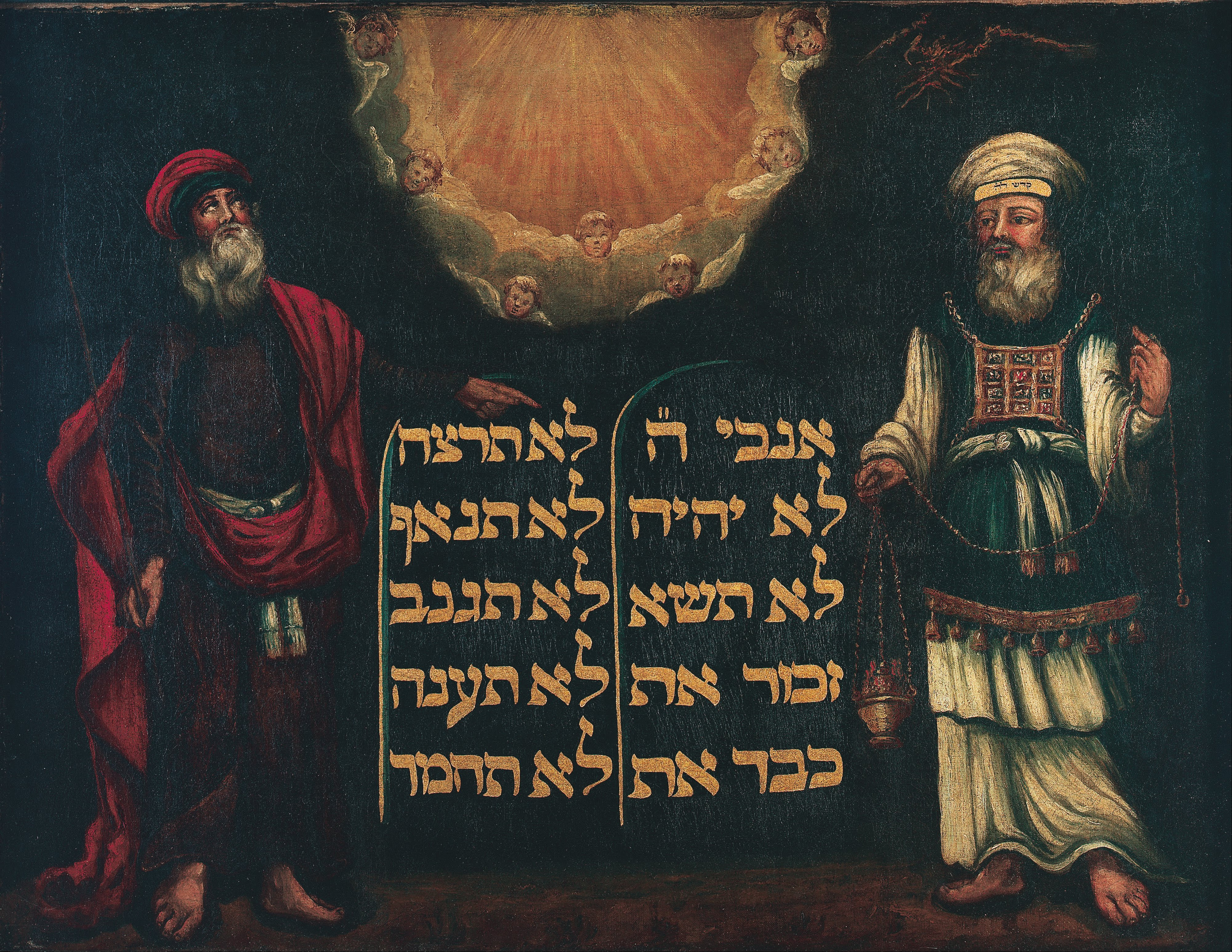
Arte judío. Moisés y Aarón con el Decálogo (escrito en hebreo), óleo, 1692. Museo Judío, Londres
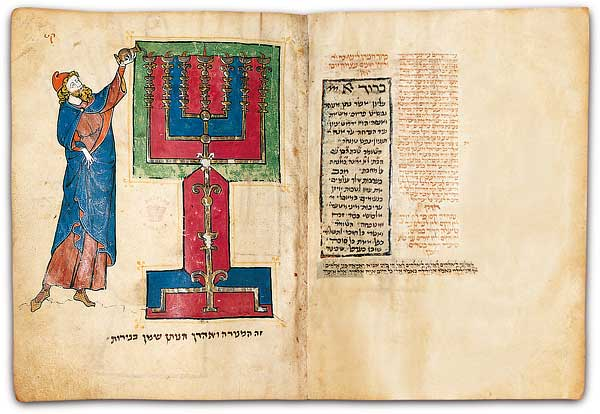
"Aarón agrega aceite a la Menorá", Miscelánea Hebreo-francesa, c. 1278-1298, fol. 5B.1
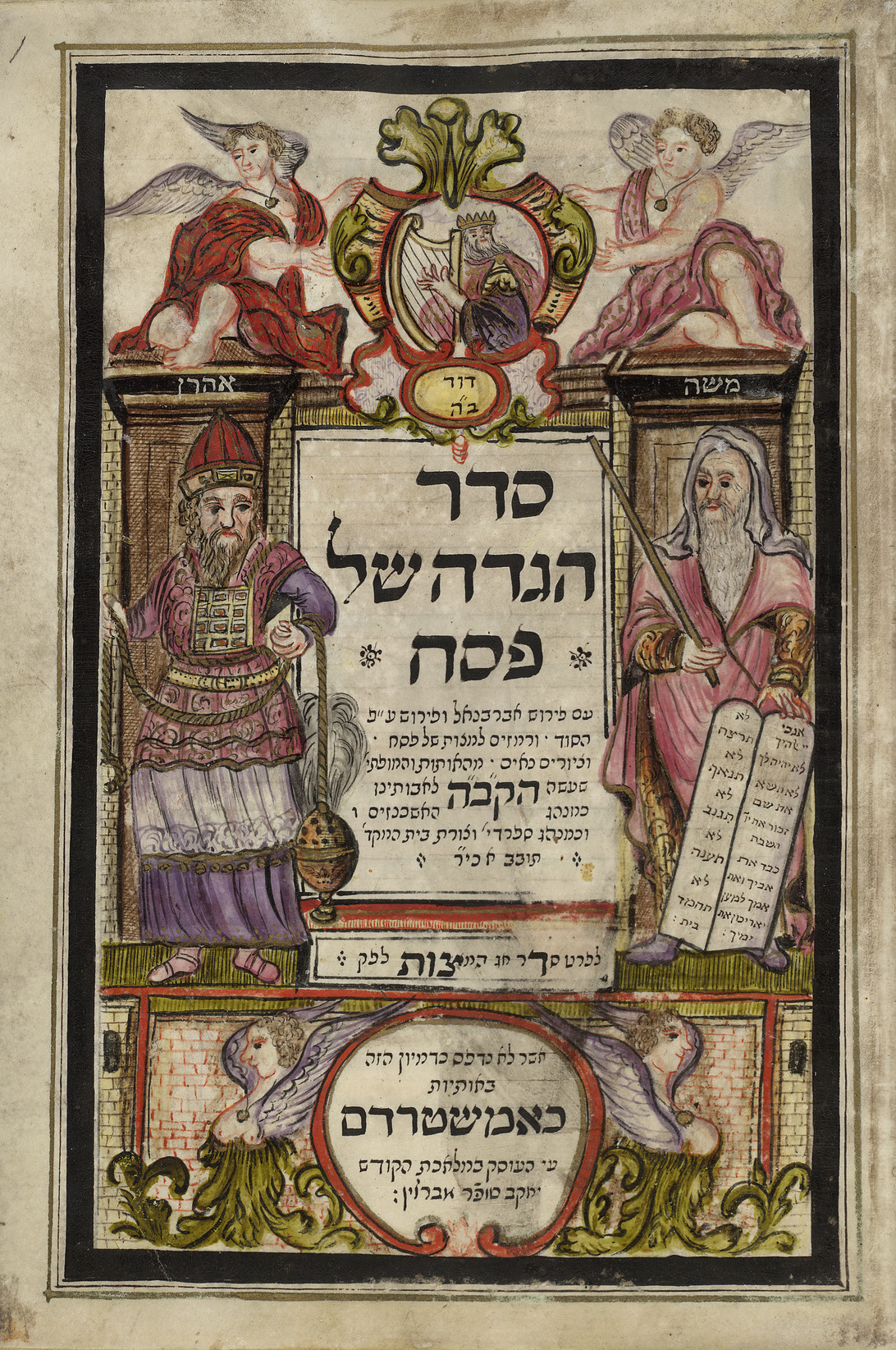
Jacob ben Judah Leib de Berlín, Hagadá con comentario de Isaac Abravanel, 1740. Londres, British Library, Add. 18724, f. 1: carátula con Moisés, Aarón y David.
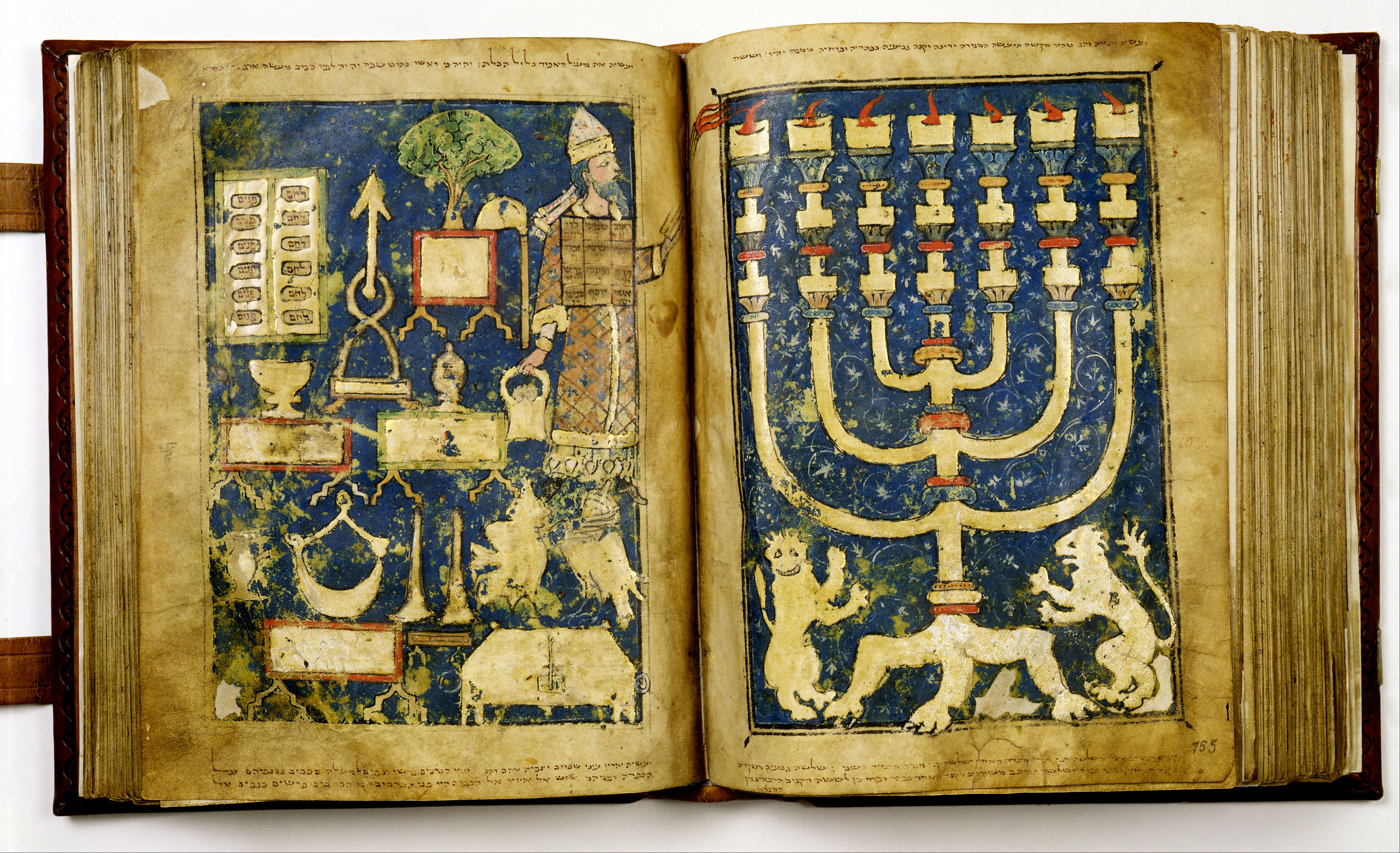
Sumo sacerdote de Israel con los implementos del Templo de Jerusalén, entre los que destaca la menorá. Pentateuco de Ratisbona, Baviera, 1300.
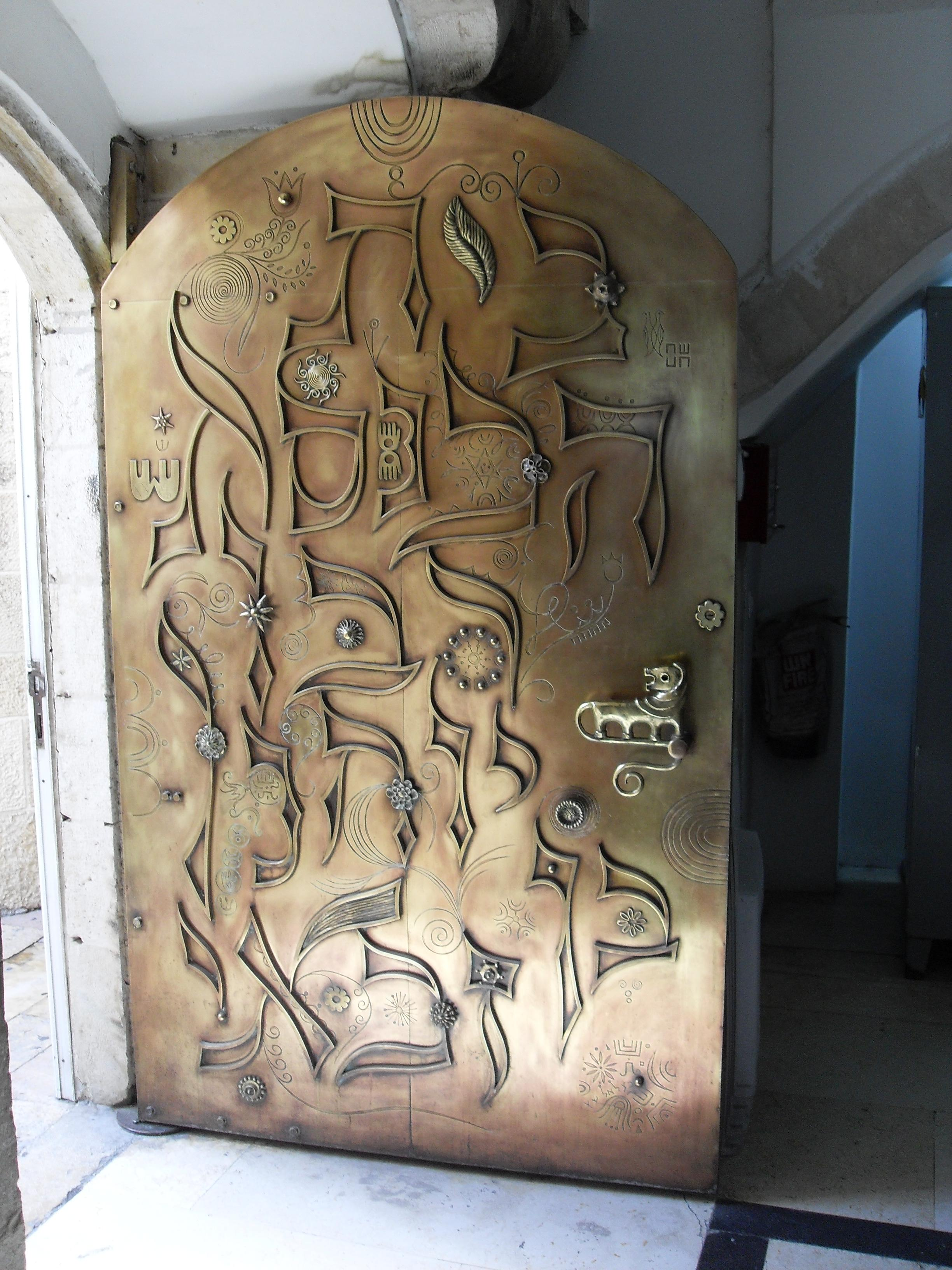
Puerta de la Sinagoga Yojanán Ben-Zakai con las manos dando la bendición sacerdotal, la menorá, el León de Judá, inscripción hebrea y un jamsa doble.

## En el arte cristiano

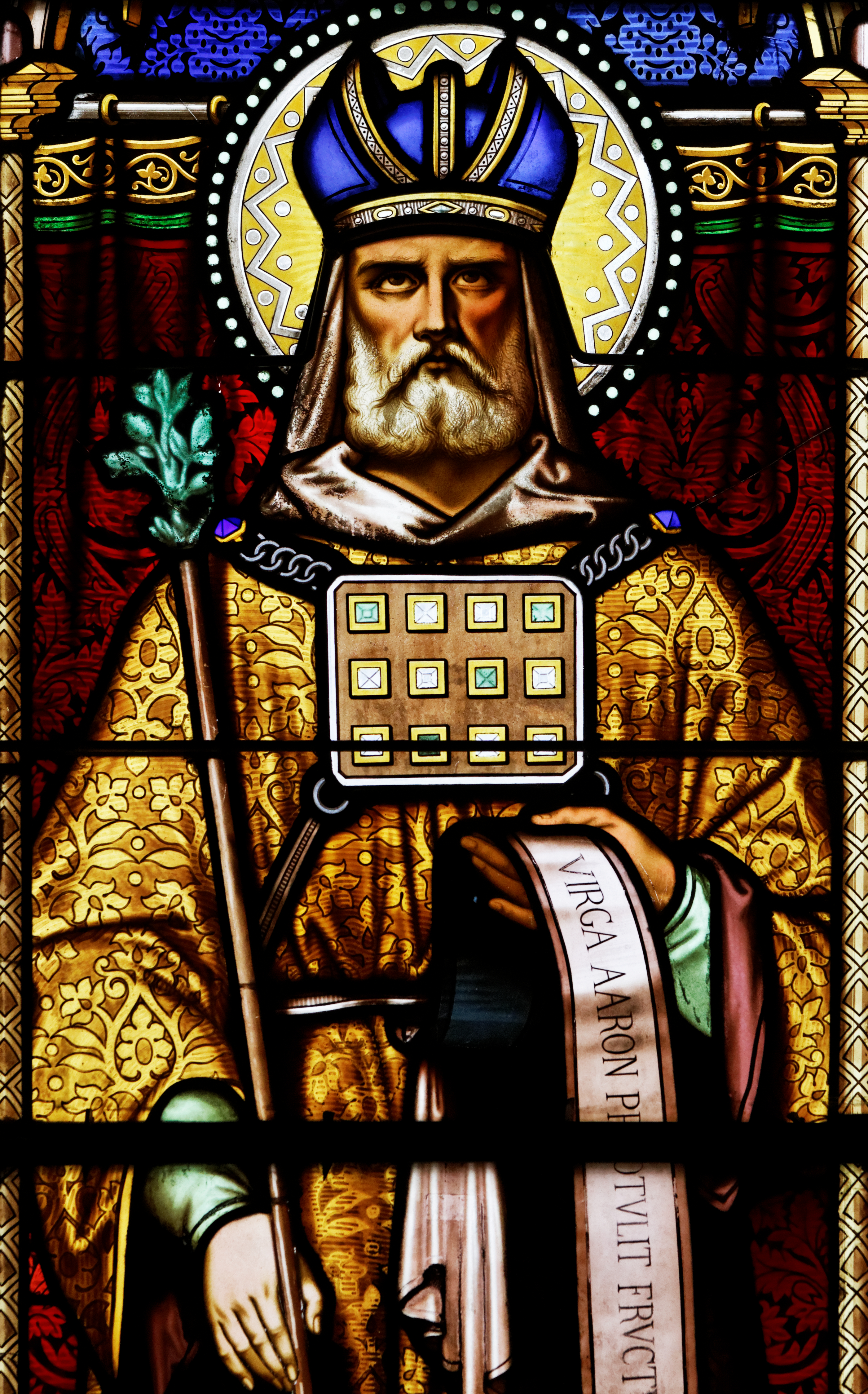
Imagen católica. Aarón, con los atributos sacerdotales y aureola. Vitral. Catedral de San Corentino de Quimper, Bretaña
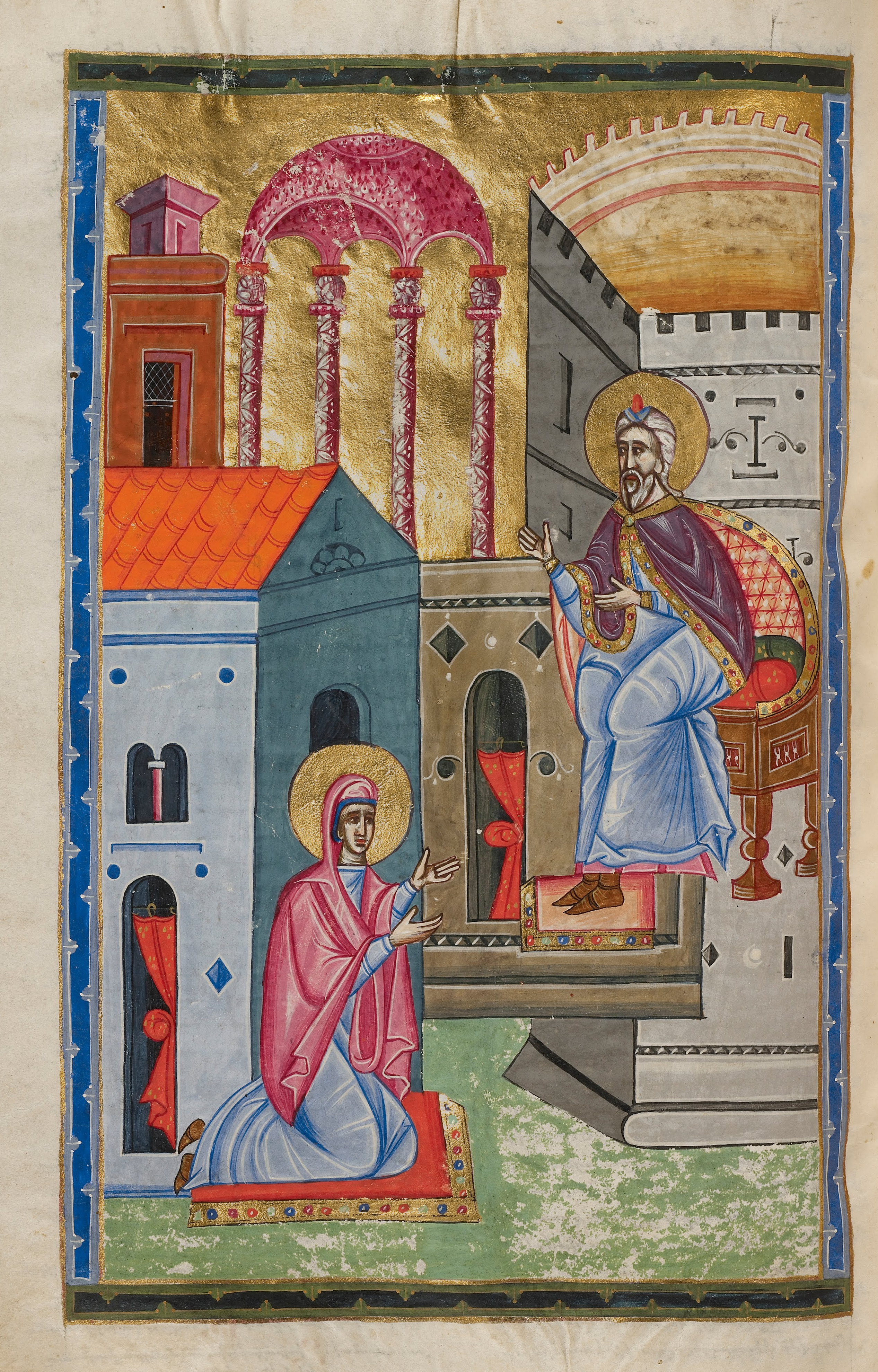
Malnazar, "Ana, madre de Samuel, ante el sumo sacerdote Eli", Biblia de Malnazar, manuscrito miniado armenio, 1637-1638.
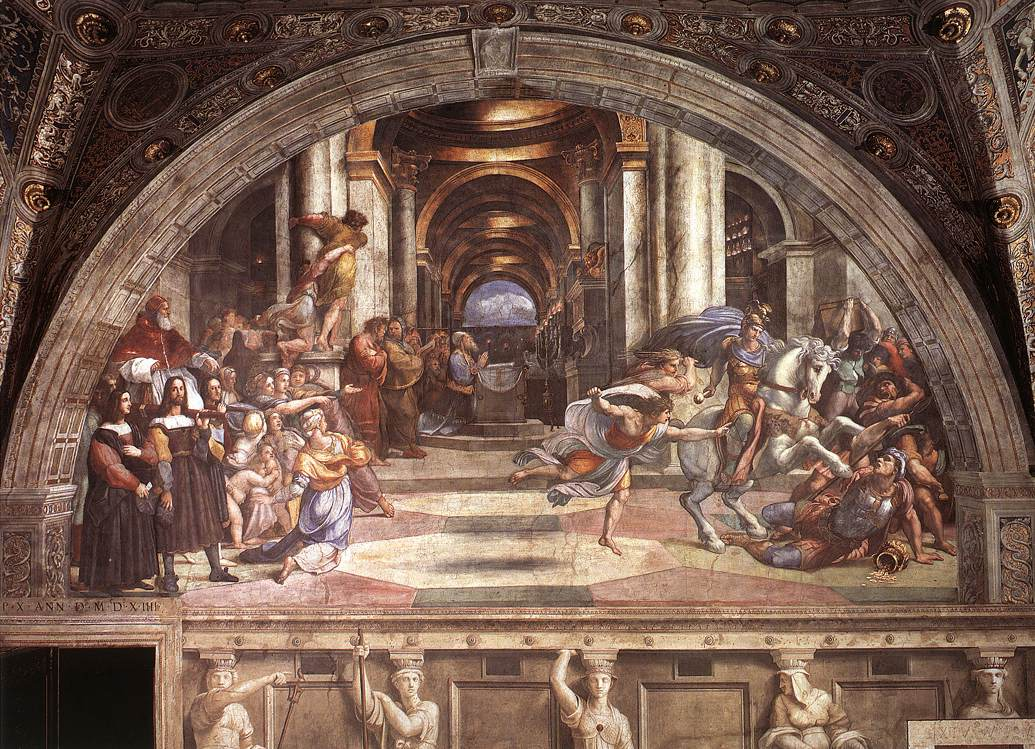
Rafael, La expulsión de Heliodoro del templo, fresco, 1511-12. Museos Vaticanos, Roma
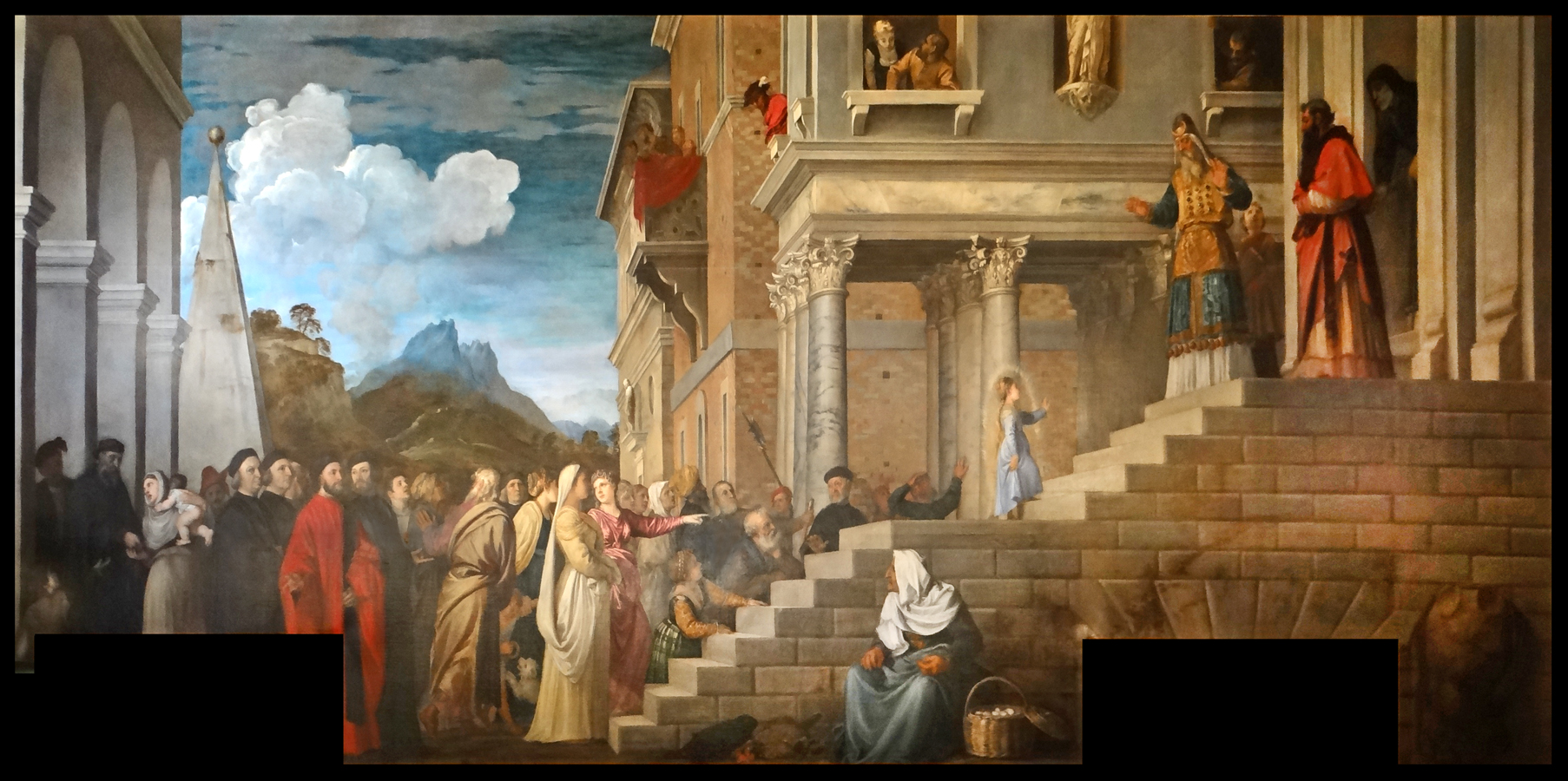
Tiziano, Presentación de María en el Templo, c. 1534-1539. Academia de Venecia
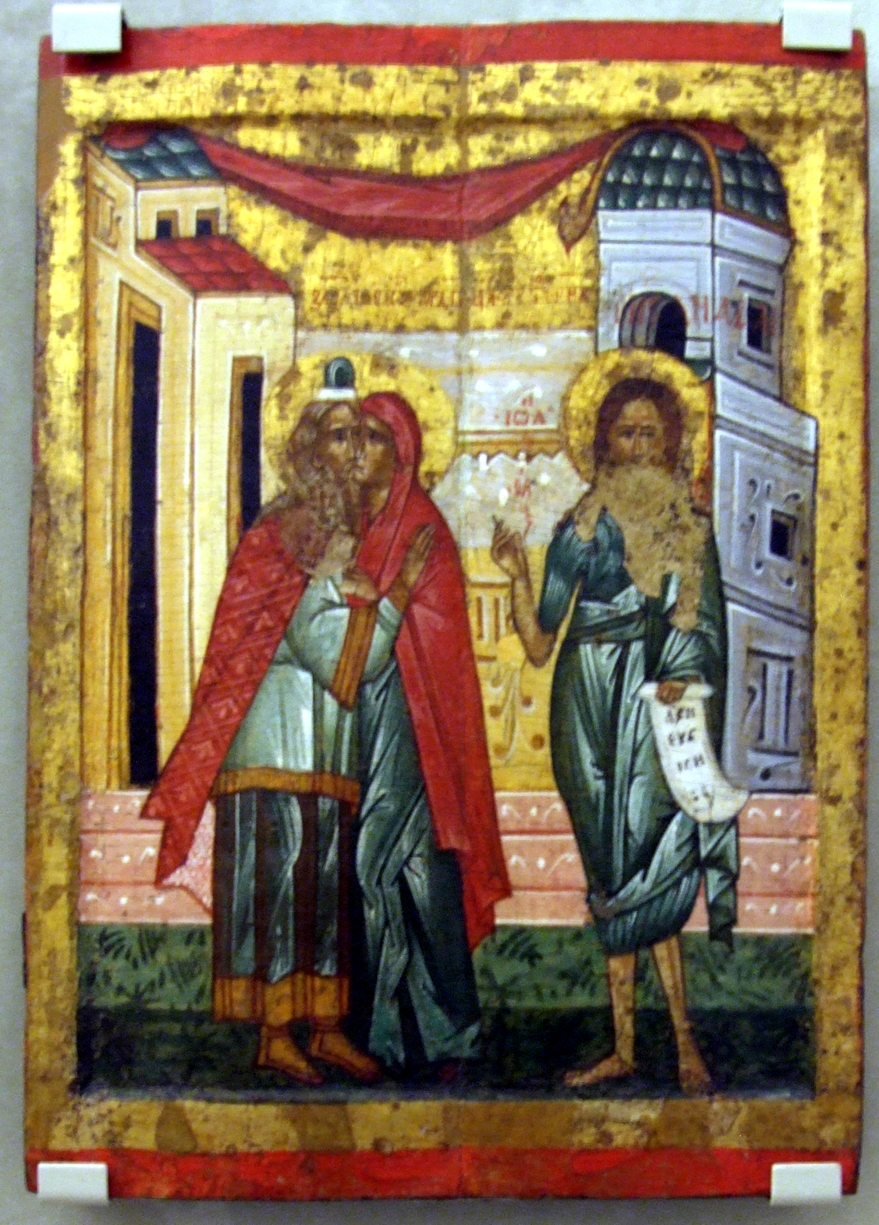
Zacarías e Isabel conciben a Juan el Bautista, ícono ruso, siglo XV.
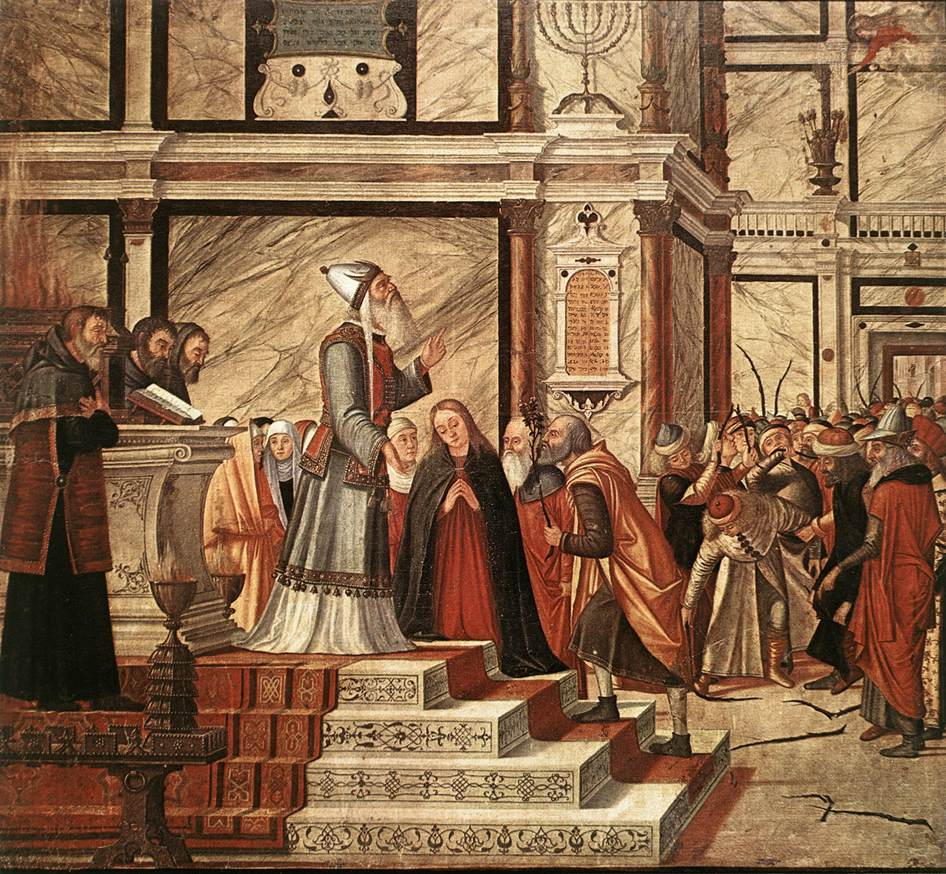
Vittore Carpaccio, Milagro de la vara florida, fresco, 1504-8. Pinacoteca de Brera
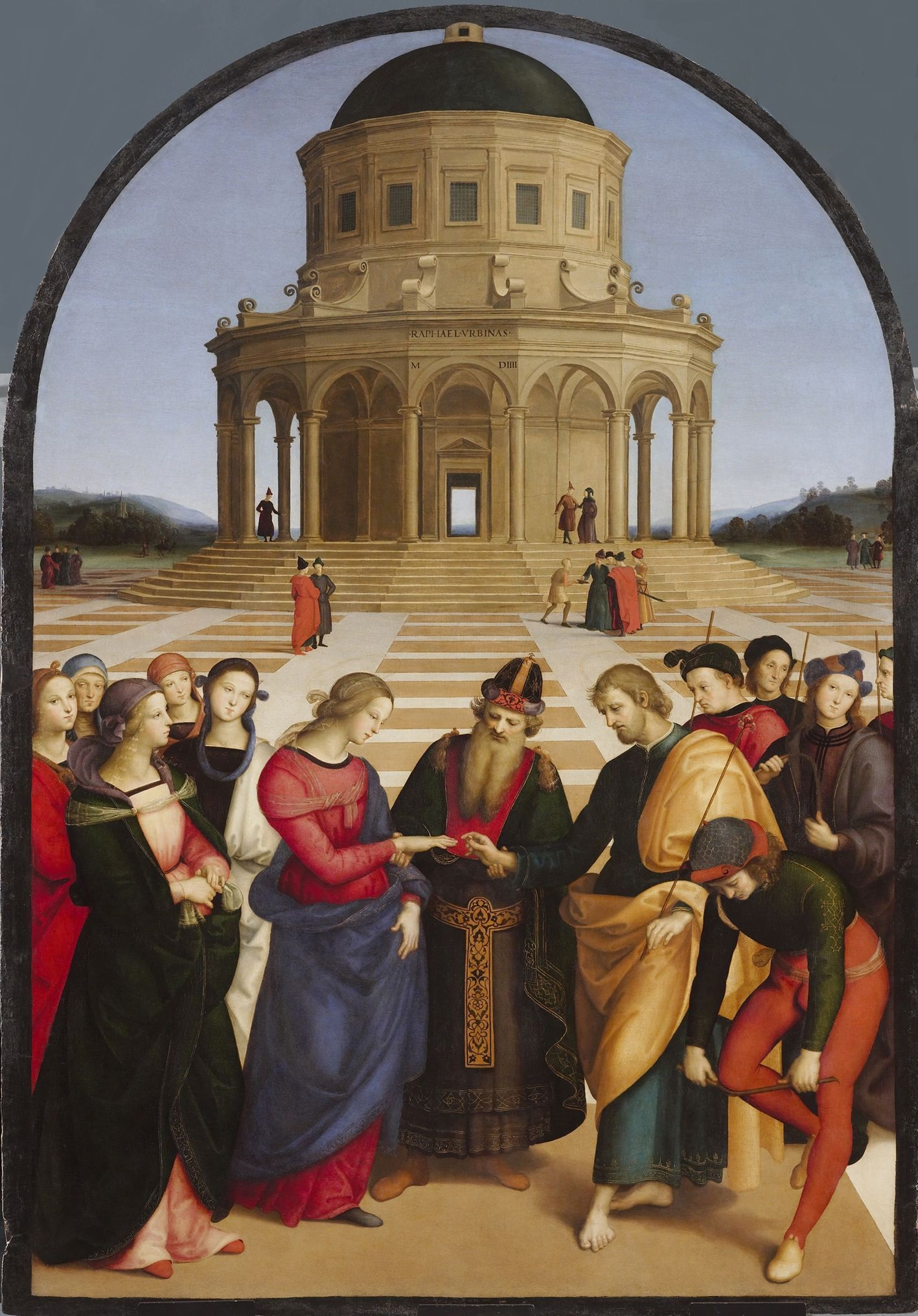
Rafael Sanzio, Los desposorios de la Virgen, 1504.
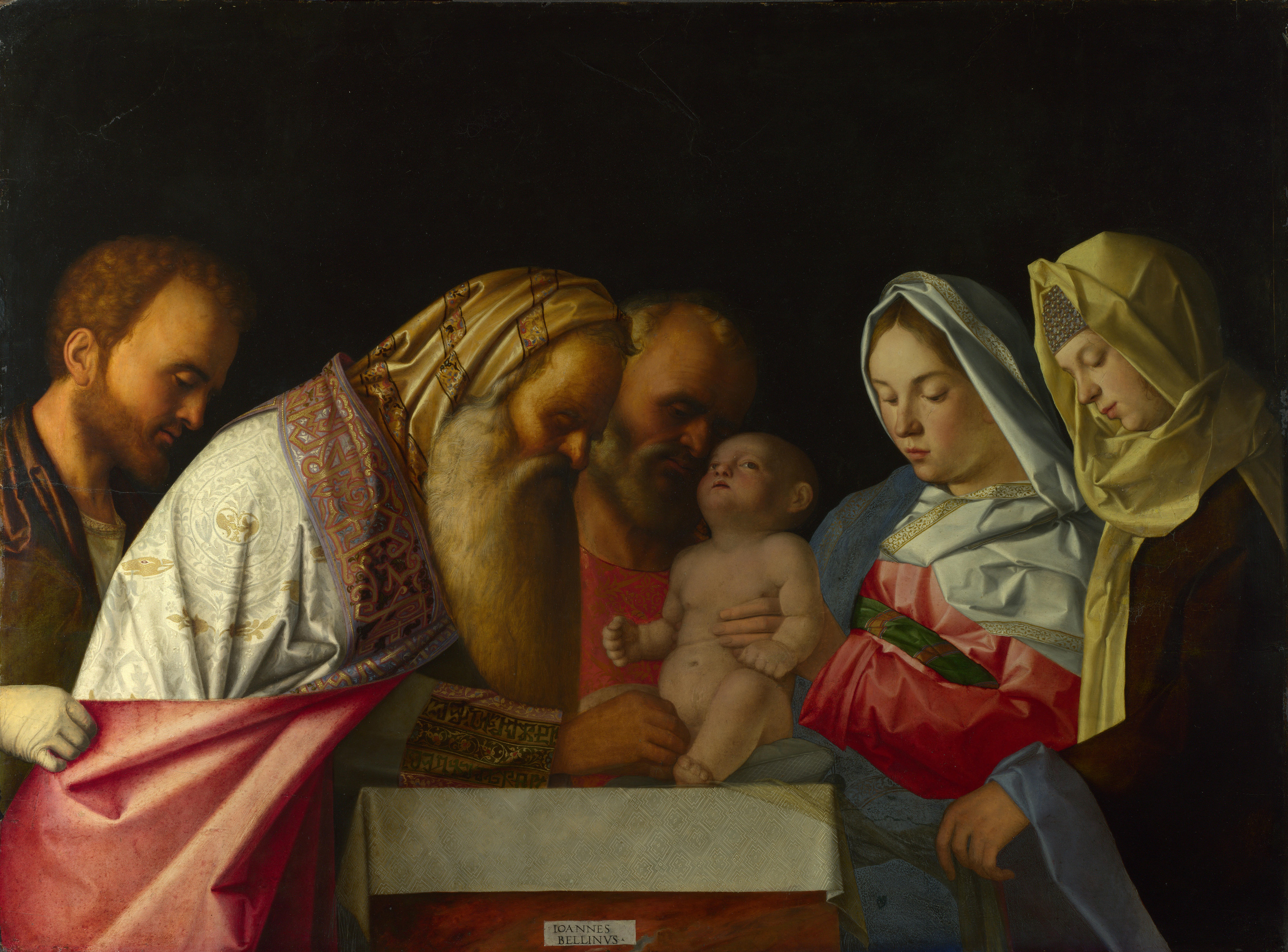
Giovanni Bellini, Circuncisión de Cristo (convenio abrahámico), Venecia, c. 1500.
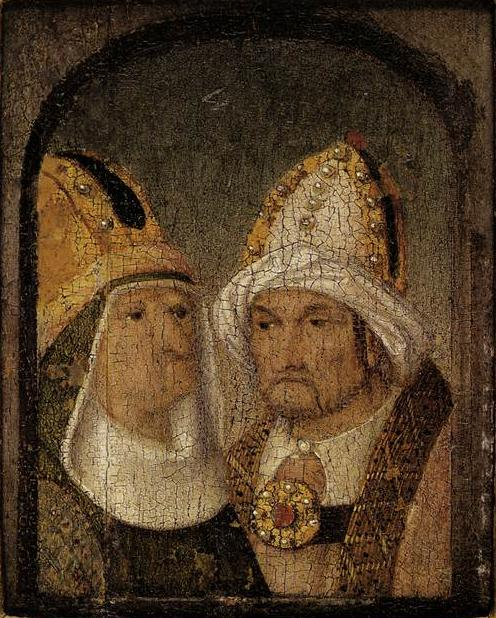
El Bosco, Anás y Caifás, 1475-1525.
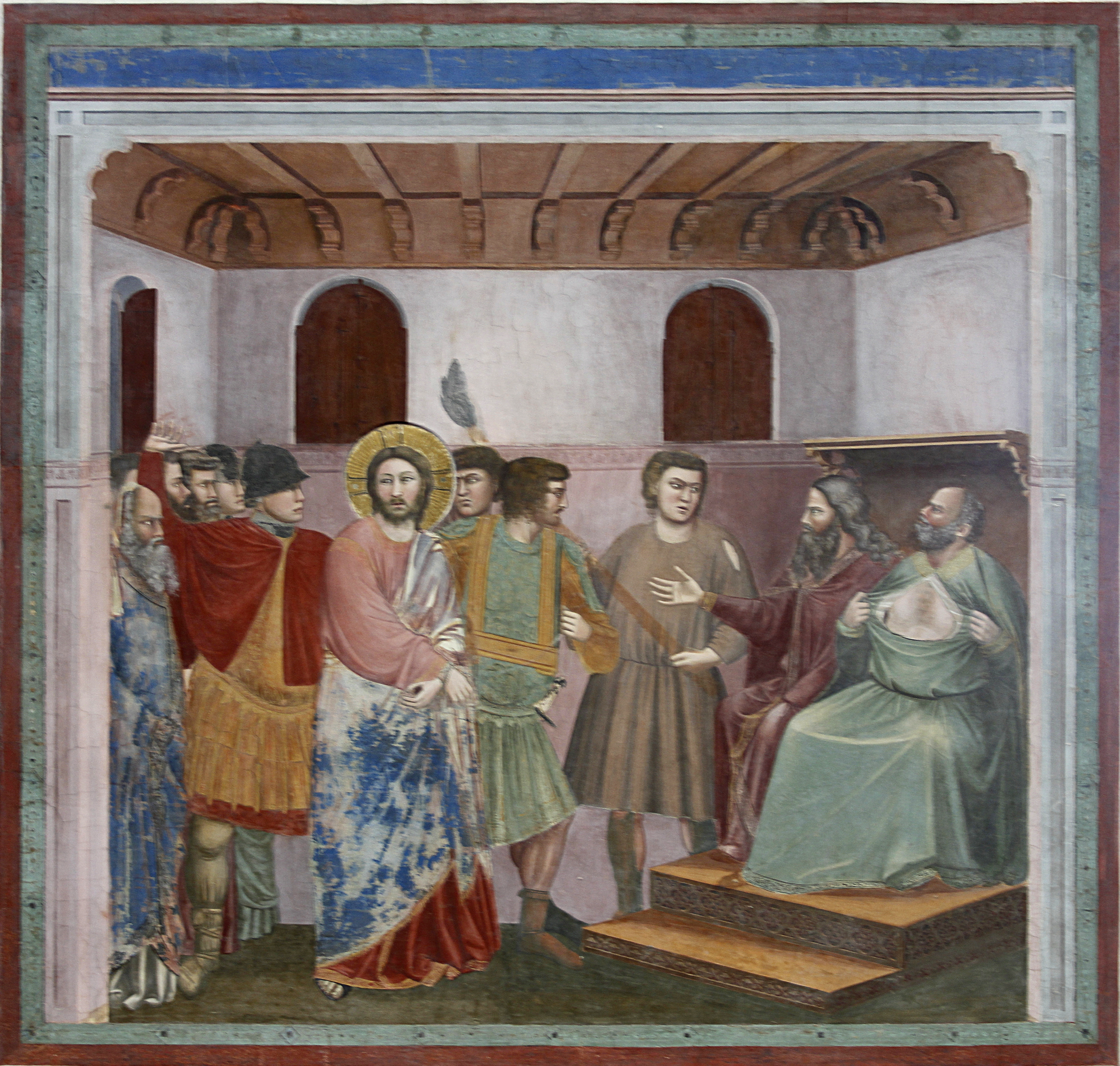
Giotto, Cristo ante Caifás, 1505-06. Fresco de la Capilla de los Scrovegni, Padua.
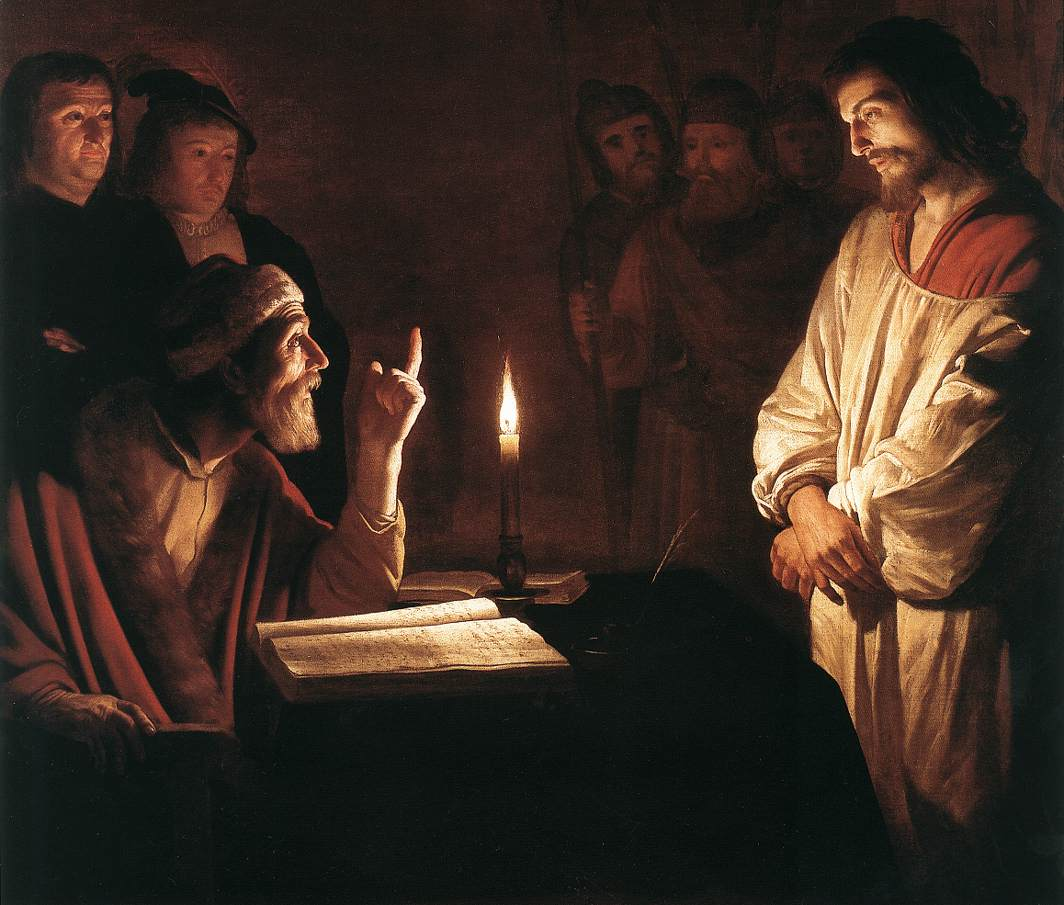
Gerard van Honthorst, Cristo ante el sumo sacerdote (detalle), c. 1617. National Gallery, Londres
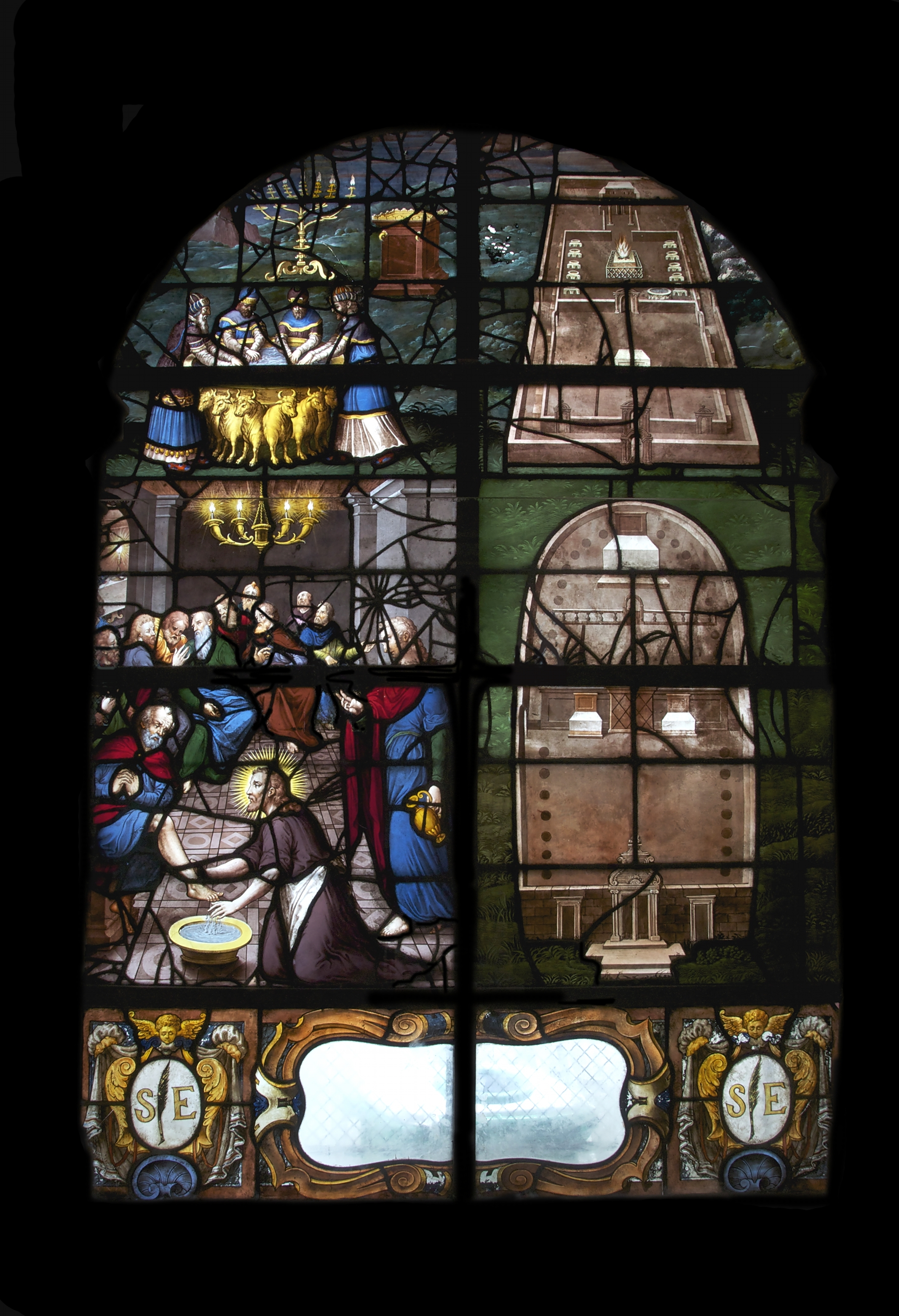
Vitral analógico, siglo XVII. Iglesia Saint Etienne du Mont, París.